# Lilly-Ann Hertzman

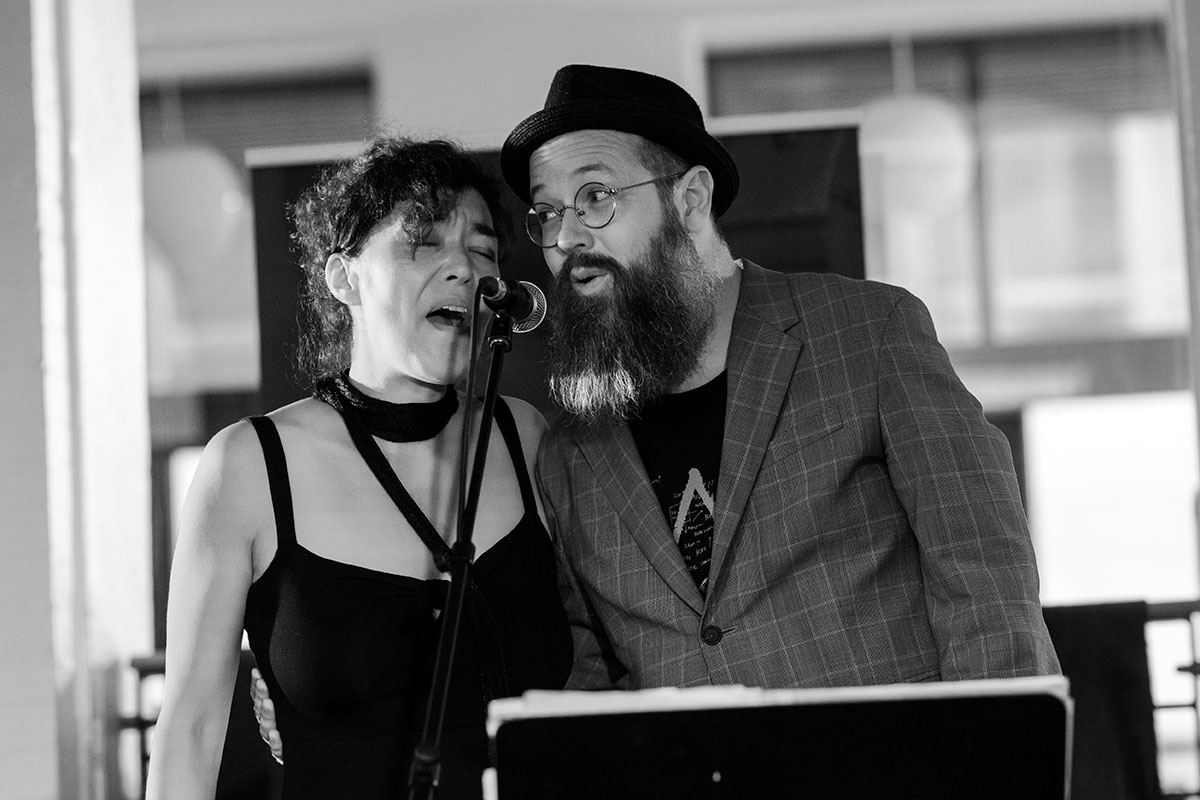
Lilly-Ann Hertzman mit Kirk Knuffke (2021)

Lilly-Ann Hertzman (* 4. August 1973) ist eine dänische Jazzmusikerin (Gesang, Songwriting), die unter ihrem Vornamen Lilly auftritt.

## Leben und Wirken
Hertzmann, die eine japanische Mutter hat, wuchs vor allem mit Popmusik auf. Sie studierte an Det Jyske Musikkonservatorium in Aarhus, wo sie 1998 einen Abschluss im Fachbereich Musik & Bewegung machte. 
Seit 2005 hat sie fünf Alben unter eigenem Namen veröffentlicht, zunächst Before the Crossing (2005). Auch auf dem Folgealbum Love Is a Sound (2009) sang sie auf Englisch. Auf dem dritten Album, Menneskeblomst (2016, was mit „Menschenblume“ übersetzt werden könnte), stellte sie überwiegend eigene Titel auf Dänisch vor. 2017 folgte überwiegend mit Standards ein Duoalbum mit dem Gitarristen Gilad Hekselman, Tenderly, das international gute Kritiken erhielt. 2021 erschien ihr Album The Song Is You, das sie im Trio mit Hekselman und Kornettist Kirk Knuffke aufgenommen hatte; dort wurde ihren Interpretationen „eine emotional tiefe, wahrhaftige Sichtweise“ bescheinigt, „aufgrund derer diese Standards … zu ihren eigenen Songs werden.“ Überdies arbeitete sie mit Musikern wie Lew Soloff, Aaron Parks, Gustaf Ljunggren, Anders Christensen, Jonas Berg, Jeppe Kjellberg, Thommy Andersson, Jesper Løvdal und Jacob Fischer.